# 琴沖華凛
琴沖 華凛（ことおき かりん、1996年7月22日 - ）は、日本のAV女優。ライフプロモーション所属。

## 略歴・人物
2015年12月にデビューしたロリ系AV女優。
趣味は料理・旅行、特技はダンス。

## 出演作品

### アダルトDVD
2015年
- 初撮。 アジアンロリーナ 華凛ちゃん。（12月1日、ミニマム）

2016年
- 顔出し!女子大生限定マジックミラー号 徹底検証! 男女の友情は成立する!? 5 友達関係のリアル素人大学生が日本一エロ〜い車MM号の中で二人っきり♥ 人生初の真正中出しスペシャル! in池袋 さらに過去シリーズを完全網羅した総集編付き!収録人数36人の特別版!（1月8日、ディープス）他出演:春川せせら、広瀬うみ、秋山彩 ほか
- 通学バスでコートを着たまま痴漢され火照った身体で(汗、愛液、涙、潮、涎)体液まみれでイキまくる●学生（2月18日、ナチュラルハイ）他出演:あおいれな、来栖みさ、酒井紗也
- アイドルを目指してたはずの妹がAV女優になってた（2月25日、おやゆび姫）※「かりん」名義
- 低身長の女の子と楽しめる。大人気の添い寝屋リフレ。（3月1日、ミニマム）共演:森星いまり、跡美しゅり
- 新・近親寝取られ相姦 10 愛娘を溺愛する父親の異常な好奇心!? 大切な我が娘が処女喪失する瞬間を映像に残してじっくり鑑賞したい!（3月11日、ゴーゴーズ）※「M穂」名義
- 都内某所のパンチラスポットで見つけた 街角女子高生連れ込みパンチラ 恥じらい素人JK12人 完全撮り下ろし 2016春（4月7日、ディープス）他出演:今井すみか、月島遥花、春川せせら、白桃心奈、里美まゆ、広瀬うみ、秋山彩、喜多川あい、榎本優樹菜 ほか
- 素人セーラー服生中出し(改) 身長147センチだけどダンス部の軟体JK!しかも顔に似合わずマン毛は剛毛ちゃん敏感すぎて糸引くビチョビチョ具合!（4月15日、プラム）
- アイドル痴漢（4月21日、ナチュラルハイ）共演:あおいれな、佳苗るか、彩城ゆりな
- 中出し肉便器! 透明感120％の制服美少女お貸しします。（5月6日、テクノブレイク）
- 感じまくりで失神寸然!! 不感症で悩む姪っ子が潮吹きデビュー。 久しぶりに姪っ子に会うとびっくり!見た目はもう大人。でも中身は子供。だから無警戒に胸チラやパンチラが過ぎて思わず勃起! 子供子供と思っていたらボクより進んでいて「彼氏とのエッチで感じた事がない。私、不感症かも!叔父さん!確かめてほしい!」と衝撃の告白!驚いたけど、願ったり叶ったりだ。 でも「キスとフェラは無理」ということ。こればっかりは仕方ないと諦め不感症チェック開始!とりあえず無我夢中でAVで学習した手マンを披露すると、生まれて初めての潮吹きに姪っ子は失神寸然!感極まってボクに抱きつきディープキス、さらにはフェラ!あれ?ダメだったんじゃ…?と思いつつ流れに身を任せたら…（5月7日、Hunter）他出演:広瀬うみ、浜崎真緒、通野未帆、江上しほ
- Teen's ガチナンパ 【横浜】の10代少女（5月7日、桃太郎映像出版）他出演:小西みか、宮崎あや、美星るか、乾優奈
- ブラが浮く程の貧乳チラ見え女子は見られる事に興奮し、その羞恥心から股間を濡らす! 6（5月10日、DOC）他出演:千秋恵那、涼宮のん
- 修学旅行のJKナンパ! 〜Welcome to TOKYO,旅の恥は掻き捨て〜（5月10日、DOC）※「るな」名義　他出演:あい、ゆい、まき、あかり、しょうこ、ゆい、いちか、ひかる、なつ
- 素人限定! 水着でくすぐり我慢ダルマさんが転んだ!ゲーム（5月19日、ATOM）他出演:星空もあ、江上しほ、広瀬うみ ほか
- 肉壷(俺専用) 華凛(かりん)（5月25日、ラマ）
- 小柄でちっぱいな妹はすっぴんオリエンタル美少女 かりん 147センチ（5月29日、ケートライブ）
- 押し寄せる外国人客の宿泊のせいでホテル代が高騰! 渋々僕の家に泊まりに来た姪。しかし風呂ナシの僕の生活に唖然!? 「絶対見ないでよ!」と言われても…発育した姪の身体を見ていたら…（6月1日、DOC）※「かりん」名義　他出演:るな、すず
- 裏オプションがヤバ過ぎw 優等生の制服JK風俗プチ援交（6月10日、TMA）
- ロリパンツ履いた少女をねぶり尽くす（6月19日、ラマコス）※「かりん」名義
- お金の為だと割り切って友達だけどSEXして下さい!! 7（6月21日、DOC）他出演:綾瀬みおり、姫川ゆうな、双葉ゆきな、二宮和香、舞野いつき、菜々葉
- スキ!スキ!デカチン先生（6月24日、宇宙企画）
- JKどこでも即尺￥交 〜ホテルまで待てない!こんなトコでHな事してもいい?〜（7月8日、DOC）※「りんか」名義　他出演:りか、みか、かおり、あやの、まな、かな、ゆうか、あやか
- すっぴんメガネ美少女と密室変態デート かりん・21歳 大学生(体操部) 身長147センチ（7月10日、ケートライブ）※「かりん」名義
- 一般男女モニタリングAV マジックミラーの向こうには家族想いの父親! 街行く仲良し家族が母娘親子丼3Pに挑戦! 童貞息子を母親&女子高生の妹が連続射精筆おろしできたら100万円! 19年ぶりにふれた巨乳母のおっぱいに息子ち○ぽは思わずフル勃起!初めて見る妹のJKま○こに童貞兄は暴発寸前! お父さんの目の前なのに性欲を刺激された3人は超禁断のW中出し近親相姦してしまうのか!?（7月21日、ディープス）共演:円城ひとみ　他出演:桐島美奈子、綾瀬ことり、広瀬奈々美、江奈るり
- パイパンロリータ天使 奇跡のすっぴん軟体美少女（9月4日、ケートライブ）※「かりん」名義
- 部活帰りのJKナンパ! 4 青春の香り嗅がせて下さい（9月9日、DOC）※「なな」名義　他出演:まなみ、みらい、えり、あや、ゆい、みさき、まりあ、みき
- 浦和で見つけた美少女学生が中出しAVデビュー（9月25日、豊彦）※「笹本玲奈」名義
- 終電難民で有名な山○線大○駅の近くに部屋を借りナンパ ほろ酔いOLばかりを狙って自宅に連れ込み始発までセックス 3（11月1日、変態紳士倶楽部）他出演:水野朝陽、秋月ひな ほか
- 池袋〜北区【まとめ】個人撮影 都心繁華街22時☆未満 コミュdeナンパぷらちな 淫行散歩探検隊w 2（11月25日、MERCURY）他出演:跡美しゅり、唯川千尋
- オジサン好きにしていいよ♥ つるぺた天然美少女と密室変態デート（12月4日、ケートライブ）

2017年
- 【美少女率堂々第1位】 横濱散歩 違いのわかる女子を食べ歩き（1月7日、桃太郎映像出版）
- いじめられっこ。 可愛い女子は先生からも脱がされる。（1月7日、ミニマム）
- 初めての本物中出し。 着床確定記念日。 華凛 アジアンロリーナ（3月13日、ミニマム）
- 奇跡の美少女 琴沖華凛(18) プレミアムベスト4時間 永久保存版（3月21日、ケートライブ）※総集編
- いけないお留守番 〜お義兄ちゃんと一緒〜（4月28日、FIEST STAR）